# مالوی (آیووا)
مالوی (به انگلیسی: Maloy) شهری در ایالت آیووا کشور ایالات متحده آمریکا است که جمعیت آن در سرشماری سال ۲۰۱۰ میلادی، ۲۹ نفر بوده‌است.